# Světový čas
Světový čas, také univerzální čas, zkratkou UT (z anglického názvu Universal Time) je systém určení času založený na rotaci Země. Je moderním nástupcem staršího systému GMT, který za základ bral střední sluneční čas v anglické Greenwichi.
Název Universal Time byl zaveden roku 1928 jako mezinárodní termín, který je vhodnější než dřívější Greenwichský střední čas (Greenwich Mean Time – GMT). Označení GMT se však pro „světový čas“ v neformálním vyjadřování někdy používá dodnes.

## Měření
Základem určení času (jako okamžiku) bývaly odedávna jevy svázané s rotací Země, nejčastěji pozorování pohybu nebeských objektů po obloze. Určením dvou časových okamžiků pak je možné stanovit čas jako dobu, která uplynula mezi těmito okamžiky, např. lze den definovat jako dobu mezi dvěma po sobě jdoucími přechody daného tělesa přes poledník. V astronomii se k tomuto účelu používají spíše hvězdy než Slunce, neboť se tím dosahuje vyšší přesnosti (poznámka: sluneční a hvězdný čas se liší, kvůli oběhu Země kolem Slunce je hvězdný den o necelé 4 minuty kratší). Dnes se používá metoda nazvaná Interferometrie s velmi dlouhou základnou (VLBI – Very Long Baseline Interferometry) pro pozorování vzdálených kvasarů, čímž se dosahuje přesnosti v řádu mikrosekund. Tato měření rotace Země řídí Mezinárodní služba rotace Země (IERS).
Jelikož rotace Země se postupně zpomaluje (kvůli slapovému zpomalování) a rotace Země je i poněkud nepravidelná, je i UT nepravidelný, což znamená nepříliš dokonalý systém určení času. Byl proto nahrazen nejprve efemeridovým časem (později terestrickým časem), který se odvozuje z oběhu Země kolem Slunce, posléze pak atomovým časem (TAI), který s extrémně vysokou přesností zakládá měření času na měření frekvence záření, které odpovídá přechodu mezi dvěma energetickými hladinami základního stavu atomu cesia.
Základní vlastností (a praktickou výhodou) systému UT však je fakt, že je už z definice synchronní se střídáním dne a noci, zatímco jiné, přesnější systémy se tomuto postupně vzdalují. UT je stále používán jako čas, podle kterého se upravuje atomový čas na koordinovaný světový čas pro použití jako běžný občanský čas.

## Varianty
Systém UT má několik variant:
- UT0 je rotační čas pro konkrétní místo pozorování, přepočítaný pomocí známé zeměpisné délky tohoto místa na Greenwichský poledník. Zeměpisné souřadnice (zeměp. délka i zeměp. šířka) jsou vztažené ke stanovenému pevnému bodu nazývanému kartografický pól a nemění se, avšak orientace osy rotace Země vzhledem k zemskému povrchu se v čase mění (projevem je mimo jiné pohyb zeměpisných pólů). V důsledku těchto změn se pro místo na daných a neměnných zeměpisných souřadnicích mění jeho dráha v prostoru a hlavně rotační úhlová vzdálenost od Greenwichského poledníku. Neměnná zeměpisná délka tohoto místa, podle níž se UT0 místa přepočítává na Greenwichský poledník, je tak v daném okamžiku jiná než "zeměpisná délka", která by odpovídala souřadnicím vztaženým k aktuálním, posunutým zeměpisným pólům. Pro různá místa na Zemi se tato odchylka kartografické, neměnné zeměpisné délky od "zeměpisné délky podle posunutých zeměpisných pólů" liší, a proto se v těchto místech v jednom okamžiku naměří různé hodnoty UT0. Korekcí této odchylky se získá čas UT1.
- UT1 se získá opravou času UT0 o vliv pohybu rotační osy Země na úhlovou vzdálenost místa pozorování od Greenwichského poledníku. UT1 je proto v daný okamžik stejný na celé Zemi a definuje skutečný rotační úhel Země vzhledem k pevné vztažné soustavě. Jelikož je rotace Země nepravidelná, má UT1 nepřesnost ±3 milisekundy za den.
  - UT1R je vyhlazená verze UT1, ze které jsou odfiltrovány krátkodobé odchylky s periodou pod 35 dní, takže UT1R je plynulejší než UT1.
- UT2 se dnes už příliš nepoužívá, jedná se o UT1 opravený o sezónní variace v rychlosti rotace Země, definované následující rovnicí:
{\displaystyle {\mbox{UT2}}={\mbox{UT1}}+0{,}022\cdot \sin(2\pi t)-0{,}012\cdot \cos(2\pi t)-0{,}006\cdot \sin(4\pi t)+0{,}007\cdot \cos(4\pi t)\;\mathrm {s} }[3]
kde t je čas definovaný jako zlomek Besselovského roku.
- UTC je mezinárodní standard, na němž je založeno občanské měření času a časová pásma. Je měřen atomovými hodinami, ale je udržován v mezích ±0,9 sekundy od UT1 pomocí jednosekundových oprav zaváděných do UTC (tzv. přestupných sekund). Pokud není vyžadována přesnost vyšší než jedna sekunda, lze místo UTC používat jako jeho aproximaci přímo UT1.